# Rettet Flora – Die Reise ihres Lebens
Rettet Flora – Die Reise ihres Lebens ist ein US-amerikanischer Tierspielfilm von Mark Drury Taylor aus dem Jahr 2018.

## Handlung
Flora war einst der Glanz des von Henry geführten Zirkusses. Doch wegen Arthritis kann die Elefantendame nicht mehr auftreten. Henry und seine Tochter Dawn hoffen darauf, dass ein Reservat sie aufnimmt. Doch in letzter Minute kommt die Absage. Das Reservat verlangt eine hohe Spende als Aufnahmegebühr. Geld, das der klamme Zirkus leider nicht mehr hat. Schweren Herzens beschließt Henry, die Elefantendame einschläfern zu lassen. Da er weiß, dass dies Dawn das Herz brechen würde – schließlich wurde Flora von Dawns verstorbener Mutter dressiert – schickt er sie zu ihrer Tante. Doch Dawn kommt hinter den Plan ihres Vaters.
Kurzerhand beschließt sie, den Elefanten zu entwenden und macht sich zu Fuß auf den Weg ins Reservat. Dabei wird sie nicht nur von Henry und Isabella, der neuen Partnerin von Henry und Star-Artistin des Zirkus, gesucht, sondern auch zwei Großwildjäger heften sich an ihre Fersen. Auch ein Gauner schickt seinen Zögling Sebastian, einen jungen Taschendieb, hinter Flora und Dawn her. Doch Sebastian hat das Herz am rechten Fleck und hilft Dawn und Flora auf dem Weg über das Gebirge.
Nach allerlei Abenteuern kommt Flora schließlich im Reservat an und wird direkt aufgenommen. Isabella hatte die Suche nach Dawn und Flora per Social Media dokumentiert und so Spendengelder akquiriert, die dazu führten, dass noch weitere Elefanten aufgenommen werden konnten. Im Reservat trifft Flora auf ihre Tochter. Sebastian schließt sich dem Zirkus an und Dawn wird dort Nachwuchsstar.

## Produktion
Der Film wurde von FJ Productions und Synkronized Films produziert. Der Film wurde innerhalb von 21 Tagen im Großraum Los Angeles gedreht. Drehorte waren eine 136.000 Acker große Ranch, die Stadt Piru und Angeles Crest.
Als Elefantendame Flora tritt der Filmelefant Tai auf, der schon in ähnlichen Filmen wie Operation: Dumbo (1995), Die dicke Vera (1996) und Wasser für die Elefanten (2011) zu sehen war. Die Geschichte des Elefanten ist ähnlich der von Flora im Film, zumal Tai zum Zeitpunkt des Drehs bereits fast 50 Jahre alt war. Die Tierrechtsorganisation Peta wies darauf hin, dass der Elefant ein Opfer von Ausbeutung sei und unter qualvollen Bedingungen zum Filmelefanten trainiert wurde. Eine Anfrage, ob die Filmproduktion nicht auf CGI-Effekte zurückgreifen könnte, wurde ignoriert.

## Veröffentlichung
Der Film erlebte seine Premiere am 19. Oktober auf dem Southampton International Film Festival im Vereinigten Königreich, wo er den Preis als Best Feature Film erhielt. Die US-amerikanische Premiere fand drei Tage später auf dem Twin Cities Film Festival statt. Dort gewann Regisseur Mark Drury Taylor den Preis als „Indie Vision - Debut Director“. Der Kinostart fand am 14. Juni 2019 statt.  In Polen, wo er am 6. Dezember 2019 in die Kinos kam, spielte er 147.941 US-Dollar ein.
In Deutschland hatte der Film seine DVD-Premiere am 22. November 2019.

## Rezeption
Das Lexikon des Internationalen Films schreibt: „Ein sympathischer, wenn auch wenig glaubwürdiger Abenteuer-Tierfilm für Kinder, der auf die Attraktion seines Elefanten-Stars setzt. Auch wenn vieles banal bleibt, nimmt er zumindest durch seinen aufrichtigen Impuls für den Tierschutz für sich ein.“
Die Website Kinderfilmwelt lobte den Film: „Dabei kommt die Handlung ohne viel Action oder übertriebenes Drama aus – selbst wenn es manchmal nur im „Elefantentempo“ vorangeht. Das macht der Film aber mit seinen sympathischen Figuren wie Dawn, Sebastian und den anderen Zirkusleuten wieder gut. (…) So ist „Rettet Flora“ ein netter Film, der für kurzweilige Unterhaltung sorgt.“